# Mentui
Mentui és un poble del terme municipal de Baix Pallars, a la comarca del Pallars Sobirà. Pertanyia a l'antic terme, suprimit el 1969, de Montcortès de Pallars.
Està situat a la part occidental del terme municipal, a prop i al sud-est de la Pobleta de Bellveí i a l'oest de Cabestany.
Mentui compta amb l'església de Sant Antoni Abat. El 2013 tenia 4 habitants.

## Etimologia
Segons Joan Coromines, Mentui pertany al nombrós grup de topònims preromans, iberobascs, de les comarques pallareses i pirinenques en general. En aquest s'explica per la suma de dues arrels: mendi (muntanya) i oi (adjectiu relacionat amb abundància). Lloc molt muntanyós seria una interpretació plausible del topònim.

## Geografia

### El poble de Mentui
L'accés al poble es produeix per una pista que arriba de Montcortès passat l'estany homònim. A l'entrada i en front trobem l'església i una edificació de grans dimensions: la Casa Rei.

#### Les cases del poble[4]
| - Casa Cabaler - Casa Codina | - Casa Peret - Casa Perutxo | - Casa Rafel - La Rectoria | - Casa Rei |

## Història

### Edat moderna
En el fogatge del 1553, Mentui declara 2 focs laics.

### Edat contemporània
Pascual Madoz dedica un breu article del seu Diccionario geográfico... a Mentuy. S'hi pot llegir que el poble està situat en una elevació, on és combatut pels vents de l'oest. El clima hi és fresc, propens a refredats. Tenia en aquell moment 3 cases i l'església, dedicada a la Mare de Déu del Roser, sufragània de la de Peracalç. El territori és de mala qualitat i de secà; hi ha pedreres de guix.
S'hi collia blat, ordi, patates i poca herba, s'hi criaven ovelles i vaques i mules i hi havia caça de conills i perdius. La població era de 2 veïns (caps de casa) i 13 ànimes (habitants).

## Demografia
| 1970 | 1981 | 2000 | 2002 | 2004 | 2006 | 2008 | 2010 | 2011 | 2012 | 2013 |
| ---- | ---- | ---- | ---- | ---- | ---- | ---- | ---- | ---- | ---- | ---- |
| 15   | 13   | 5    | 5    | 3    | 4    | 5    | 5    | 5    | 4    | 4    |

Les dades del 1553 són 2 focs, és a dir, llars. Cal comptar a l'entorn de 5 persones per foc.

## Fills il·lustres de Mentui
Nasqué a Mentui Joaquim Rei i Esteve, fill de Casa Rei, que dedicà la seva vida a les lleis. Fou catedràtic a la Universitat de Cervera i, un cop desapareguda, passà a la Universitat de Barcelona, on arribà a ser rector entre 1845 i 1850.

## Comunicacions
Una pista veïnal en bon estat duu de Mentui a Moncortès en 2,5 quilòmetres. La carretera de Gerri de la Sal a la Pobleta de Bellveí relliga Montcortès amb les dues viles esmentades. Recentment asfaltada, en 6,2 quilòmetres s'arriba a la Pobleta de Bellveí, i en 11,9 a 
Gerri de la Sal. No existeix cap mena de transport públic per arribar a Mentui.